# Hashemiyeh Motaghian Moavi
Hashemiyeh Motaghian Moavi (en persan : هاشمیه متقیان معاوی), née le 22 mai 1986, est une athlète handisport iranienne concourant dans la catégorie F56 pour les athlètes en fauteuil roulant. Elle est championne paralympique du lancer du javelot F56 aux Jeux paralympiques d'été de 2020.

## Jeunesse
Hashemiyeh Motaghian perd l'usage de ses jambes à la suite de complications liées à l'injection du vaccin contre la polio pendant son enfance.

## Carrière
Elle est double vice-championne du monde du lancer de javelot F56 aux Mondiaux 2017 puis aux Mondiaux 2019.
Aux Jeux paralympiques d'été de 2020, elle est sacrée championne paralympique du lancer du javelot F56 avec un jet à 24,50 m — nouveau record du monde — devant la Brésilienne Rocha Machado (24,39 m) et la Lettone Diāna Dadzīte (24,22 m).

## Palmarès
| Date | Compétition           | Lieu           | Place | Concours | Marque  |
| ---- | --------------------- | -------------- | ----- | -------- | ------- |
| 2015 | Championnats du monde | Doha           | 4e    | Javelot  | 17,37 m |
| 2015 | Championnats du monde | Doha           | 10e   | Disque   | 19,53 m |
| 2016 | Jeux paralympiques    | Rio de Janeiro | 4e    | Javelot  | 19,83 m |
| 2017 | Championnats du monde | Londres        | 2e    | Javelot  | 20,66 m |
| 2018 | Jeux para-asiatiques  | Jakarta        | 2e    | Disque   | 21,17 m |
| 2018 | Jeux para-asiatiques  | Jakarta        | 1re   | Javelot  | 20,19 m |
| 2019 | Championnats du monde | Dubaï          | 2e    | Javelot  | 22,67 m |
| 2021 | Jeux paralympiques    | Tokyo          | 1re   | Javelot  | 24,50 m |